# Juniorvärldsmästerskapen i rodd
Juniorvärldsmästerskapen i rodd  hade premiär 1967.

## Tävlingar
- 1967: Ratzeburg, Schleswig-Holstein, Västtyskland
- 1968: Amsterdam, Nederländerna (2-4 augusti)
- 1969: Lago di Patria, Italien (6-10 augusti)
- 1970: Ioánnina, Grekland (5-8 augusti)
- 1971: Bledsjön, SR Slovenien, Jugoslavien (28-31 juli)
- 1972: Milano, Italien (2-5 augusti)
- 1973: Holme Pierrepont, Nottingham, England, Storbritannien (1-4 augusti)
- 1974: Ratzeburg, Schleswig-Holstein, Västtyskland (1-4 augusti)
- 1975: Montréal, Québec, Kanada (6-10 augusti)
- 1976: Villach, Kärnten, Österrike (11-14 augusti)
- 1977: Tammerfors, Finland (4-7 augusti)
- 1978: Belgrad, SR Serbien, Jugoslavien (29-30 juli)
- 1979: Moskva, Ryska SFSR, Sovjet (14-18 augusti)
- 1980: Hazewinkel, Belgien (13-17 augusti)
- 1981: Pancharevo, Sofia, Bulgarien (4-8 augusti)
- 1982: Piediluco, Italien (4-8 augusti)
- 1983: Vichy, Frankrike (3-7 augusti)
- 1984: Jönköping, Sverige (18-21 juli)
- 1985: Brandenburg an der Havel, Östtyskland (7-11 augusti)
- 1986: Roudnice, SR Tjeckien, Tjeckoslovakien (30 juli - 3 augusti)
- 1987: Köln, Nordrhein-Westfalen, Västtyskland (5-9 augusti)
- 1988: Milano, Italien (3-7 augusti)
- 1989: Szeged, Folkrepubliken Ungern  (1-6 augusti)
- 1990: Aiguebelette, Frankrike (1-5 augusti)
- 1991: Banyolessjön, Spanien (1-4 augusti)
- 1992: Montréal, Québec, Kanada (12-15 augusti)
- 1993: Årungen, Norge (4-8 augusti)
- 1994: München, Bayern, Tyskland (2-6 augusti)
- 1995: Poznań, Polen (1-5 augusti)
- 1996: Strathclyde Country Park, Motherwell, Skottland, Storbritannien (5-11 augusti)
- 1997: Hazewinkel, Belgien (6-10 augusti)
- 1998: Ottensheim, Oberösterreich, Österrike (4-8 augusti)
- 1999: Plovdiv, Bulgarien (4-8 augusti)
- 2000: Zagreb, Kroatien (1-6 augusti)
- 2001: Duisburg, Nordrhein-Westfalen, Tyskland (7-11 augusti)
- 2002: Trakai, Litauen (7-10 augusti)
- 2003: Schinias roddcenter, Aten, Grekland (5-9 augusti)
- 2004: Banyolessjön, Banyoles, Spanien (27 juli - 1 augusti)
- 2005: Brandenburg an der Havel, Brandenburg, Tyskland (3-6 augusti)
- 2006: Amsterdam, Nederländerna (2-5 augusti)
- 2007: Shunyi Beijing, Kina (8-11 augusti)
- 2008: Ottensheim, Oberösterreich, Österrike (22-28 juli)
- 2009: Brive-la-Gaillarde, Frankrike (5-8 augusti)
- 2010: Račice, Tjeckien (4-7 augusti)
- 2011: Dorney Lake, Dorney, England, Storbritannien (3-7 augusti)
- 2012: Plovdiv, Bulgarien (15-19 augusti)
- 2013: Trakai, Litauen (7-11 augusti)
- 2014: Hamburg, Tyskland (6-10 augusti)
- 2015: Rio de Janeiro, Rio de Janeiro, Brasilien (5-9 augusti)
- 2016: Rotterdam, Nederländerna (23-28 augusti)
- 2017: Trakai, Litauen (2–6 augusti)
- 2018: Račice, Tjeckien (8–12 augusti)
- 2019: Tokyo, Japan (7–11 augusti)
- 2021: Plovdiv, Bulgarien (11–15 augusti)
- 2022: Varese, Italien (27–31 juli)
- 2023: Paris, Frankrike (2–6 augusti)
- 2024: St. Catharines, Kanada (18–25 augusti)

### Fotnoter
1. ↑  ”Junior National Team” (på engelska). US Rowing Juniors. Arkiverad från originalet den 30 mars 2014. https://web.archive.org/web/20140330142814/http://usrowingjrs.org/usj/teams/junior-national-team/. Läst 30 mars 2014.